# Río Grande de San Miguel
Der Río Grande de San Miguel ist ein Fluss im südlichen El Salvador.
Er entspringt in der Provinz Morazán und fließt hier durch die Stadt San Francisco Gotera auf seinem weiteren Weg durchquert er die Provinz und Stadt San Miguel und mündet in der Provinz Usulután in den Pazifik. Ebenso speist er mit einem Nebenarm den See Laguna de Olomega.